# Aloe minima
Aloe minima ist eine Pflanzenart der Gattung der Aloen in der Unterfamilie der Affodillgewächse (Asphodeloideae). Das Artepitheton minima stammt aus dem Lateinischen, bedeutet ‚sehr klein‘ und verweist auf die geringe Größe der Pflanzen.

## Beschreibung

### Vegetative Merkmale
Aloe minima wächst stammlos und einfach mit spindelförmigen Wurzeln. Die sechs bis zehn linealischen Laubblätter bilden eine Rosette. Die grüne Blattspreite ist 25 bis 35 Zentimeter lang und 0,4 bis 0,6 Zentimeter breit. Auf der Blattunterseite sind nahe der Basis viele etwas warzige Flecken vorhanden. Winzige, weißliche Zähne werden nur in der unteren Hälfte des Blattrandes ausgebildet.

### Blütenstände und Blüten
Der einfachen Blütenstand erreicht eine Länge von 30 bis 50 Zentimeter. Die dichten, kopfigen Trauben sind etwa 3 Zentimeter lang und 4 Zentimeter breit. Sie bestehen aus etwa 15 Blüten. Die eiförmig spitz zulaufenden  Brakteen weisen eine Länge von 12 Millimeter auf und sind 5 Millimeter breit. Die trüb rosarötlichen Blüten stehen an 10 bis 20 Millimeter langen Blütenstielen. Die Blüten sind 10 bis 11 Millimeter lang und an ihrer Basis verschmälert. Oberhalb des Fruchtknotens sind sie zur Mündung verengt. Ihre Perigonblätter sind nicht miteinander verwachsen. Die Staubblätter und der Griffel ragen bis zu 1 Millimeter aus der Blüte heraus.

## Systematik und Verbreitung
Aloe minima ist in Südafrika und Eswatini verbreitet. Das Verbreitungsgebiet von Aloe minima var. minima erstreckt sich von der südafrikanischen Provinz Mpumalanga südwärts bis nach Eswatini. Die Varietät wächst auf steinigen Grasland von Meeresniveau bis in Höhen von 2000 Metern. Aloe minima var. blyderivierensis ist nur in einem kleinen Gebiet bei Pilgrims Rest in der südafrikanischen Provinz Mpumalanga auf Grasland verbreitet.
Die Erstbeschreibung durch John Gilbert Baker wurde 1895 veröffentlicht. Ein Synonym ist Leptaloe minima (Baker) Stapf (1933).
Es werden folgende Varietäten unterschieden:
- Aloe minima var. minima
- Aloe minima var. blyderivierensis (Groenew.) Reynolds

Aloe minima var. blyderivierensis

Die Unterschiede zu Aloe minima var. minima sind: Die vier bis sechs, etwas breiteren Blätter sind zweizeilig angeordnet. Der Blütenstand erreicht eine Länge von bis zu 60 Zentimeter und die Blüten sind 12 Millimeter lang. Die Erstbeschreibung als Leptaloe blyderivierensis durch Barend Hermanus Groenewald wurde 1937 veröffentlicht. Reynolds stellte die Art 1947 als Varietät zu Aloe minima.

## Nachweise